# Pokus Pounda i Rebke
Pokus Pounda i Rebke bio je poznati pokus iz fizike koji je prvi izravno dokazao postojanje gravitacijske vremenske dilatacije.
Pokusom je ispitana Einsteinova opća teorija relativnosti. Predložio ga je Robert Pound i njegov student Glen A. Rebka mlađi 1959. godine, i bio je to posljednji od klasičnih ispitivanja relativnosti koji je bio potvrđen i to iste godine. To je pokus gravitacijskog crvenog pomaka koji mjeri crveni pomak svjetla koje se kreće u gravitacijskom polju, ili, jednako, ispit teze iz opće relativnosti kojom je predviđeno da bi se satovi trebali kretati po drukčijim stopama na drugim mjestima u gravitacijskom polju. Smatra se da je ovaj pokus prethodio eri preciznosnih pokusa opće relativnosti.

## Vanjske poveznice
- Physical Review focus story.
- The Pound-Rebka experiment  Arhivirana inačica izvorne stranice od 21. prosinca 2016. (Wayback Machine).